# Carmen Schrader
Carmen Schrader Angerstein, (de soltera, Waltraud Schrader Angerstein) (Grethem, 1913 - Córdoba, 27 de febrero de 2012) fue una ciudadana hispano-germana, a la que se le otorgó el título de Justa entre las Naciones, la más alta condecoración que se otorga en Israel por el Yad Vashem a los no judíos que combatieron el Holocausto y protegieron la vida de los judíos amenazados.
Waltraud Schrader se casó con el español, José Ruiz Santaella, estudiante entonces de ingeniería agrícola en la Universidad de Halle y al que conoció en 1934. De familia protestante, al contraer matrimonio con un católico cambió su nombre, Waltraud, por Carmen. Residieron en Madrid hasta 1942, fecha en la que Santaella fue enviado como agregado de agricultura a la embajada de España en Berlín. Una vez allí, ambos comenzaron acogiendo en su domicilio a una costurera judía, Gertrud Neumann, que trataba de ocultarse de la persecución de la Alemania nazi. Poco después comenzó la protección de otros dos miembros de una familia judía, Ruth y Lina Arndt, madre e hija, a quienes facilitaron también allegar alimentos al padre y marido, refugiado en otro lugar. Ruth y Lina comenzaron a trabajar como cocinera y niñera, aparentando en todo momento no conocerse para protegerse de los miembros del servicio de la casa y la embajada de ideología nazi. La familia judío-germana Arndt fue una de las pocas en la que la totalidad de sus miembros se salvaron del Holocausto. Carmen Schrader y su esposo debieron abandonar Alemania antes de terminar la guerra, en 1944 y con destino a Suiza, desconociendo la suerte de las refugiadas. Después regresaron a España y se establecieron en Madrid primero y, más tarde, en Córdoba, donde Santaella fundó la Escuela de Ingenieros Agrónomos. Las tres mujeres que refugiaron sobrevivieron al finalizar la Segunda Guerra Mundial y sus testimonios permitieron reconocer el papel protector del matrimonio. Carmen Schrader mantuvo toda su vida contacto con Ruth, que se estableció en Estados Unidos. Carmen y su esposo fueron reconocidos como Justos entre las Naciones el 13 de octubre de 1988 y dos olivos fueron plantados con sus nombres en el Jardín de los Justos en Israel.